# Fab Melo
Fabricio „Fab“ Paulino de Melo (* 20. Juni 1990 in Juiz de Fora; † 11. Februar 2017 ebenda) war ein brasilianischer Basketballspieler. Er hatte eine Körpergröße von 2,13 m und spielte auf der Position des Centers.

## Karriere
Nach einer sportlich sehr erfolgreichen Highschoolzeit an der Sagemont School in Weston (Florida) besuchte er die Syracuse University, für deren Collegeteam er zwei Jahre lang spielte. Anschließend wurde er im NBA-Draft 2012 in der ersten Runde an 22. Stelle von den Boston Celtics rekrutiert, die zuvor an 21. Stelle schon Jared Sullinger ausgewählt hatten. Einige Monate lang spielte er nicht aktiv bei den Celtics, sondern bei deren Farmteam Maine Red Claws in der NBA Development League. Dort sollte er seine Fähigkeiten verbessern und Spielpraxis sammeln. Im Februar 2013 war er erstmals wieder für Celtics aktiv. Zur Saison 2013/14 wurde er von den Dallas Mavericks unter Vertrag genommen, jedoch vor Saisonbeginn wieder entlassen.
Ab Januar 2014 stand Melo bei den Texas Legends in der D-League unter Vertrag und spielte daraufhin bei verschiedenen Vereinen der D-League, bevor er 2015 nach Brasilien zurückkehrte und in der dortigen Liga spielte. Er starb am 11. Februar 2017 aus bisher ungeklärten Gründen mit 26 Jahren.